# Selkirkiella wellingtoni
Selkirkiella wellingtoni är en spindelart som först beskrevs av Claude Lévi 1967.  Selkirkiella wellingtoni ingår i släktet Selkirkiella och familjen klotspindlar. Inga underarter finns listade i Catalogue of Life.